# Piewik podolski
Piewik podolski, piewik pstroskrzydły, cykada podolska (Cicadetta concinna) – gatunek pluskwiaka z rodziny piewikowatych. Zamieszkuje siedliska kserotermiczne Eurazji. W Polsce znany z trzech stanowisk, objęty ścisłą ochroną gatunkową.

## Opis
Pluskwiak o ciele długości od 16 do 20 mm i rozpiętości skrzydeł od 43 do 50 mm. Podstawowe ubarwienie ma czarnobrązowe z gliniastożółtym spodem, zwykle żółtobrązową tarczką i czerwonawym obrzeżeniem tergitów odwłoka. Wierzchołki przednich skrzydeł odznaczają się przydymionymi żyłkami, tworzącymi zygzakowaty wzór. Śródtułów ma szerokość około 5,3 mm. Wieczkowate wyrostki (operculi) zatułowia samca są ku środkowi ciała szeroko rozpłaszczone. Genitalia samca różnią się od tych u pokrewnego piewika gałązkowca szerokim wyrostkiem brzuszno-bocznym pygoforu oraz edeagusem o niepółksiężycowatej podstawie i nieco tylko przekraczającym połowę długości pygoforu wyrostku.

## Biologia
Jaja składane są w tkankach roślin zielnych. Wyklute larwy schodzą do ziemi, gdzie żywią się, ssąc soki z korzeni roślin dwuliściennych i wiechlinowatych. Ich rozwój trwa od 2 do 3 lat. Owady dorosłe pojawiają się pod koniec maja i spotykane są do połowy lipca. W słoneczne i ciepłe dni samce wabią samice głośnymi, słyszalnymi z odległości 10 metrów dźwiękami. Składają się na nie powtarzane naprzemiennie: ostre cykanie przypominające zegarek i głośne brzęczenie. Ze względu na głosy piewika tego zalicza się do grupy kryptycznych gatunków wraz z C. macedonica i trzema gatunkami greckimi. W dni pochmurne i deszczowe piewiki te kryją się pod liśćmi przylegającymi do podłoża.

## Występowanie i zagrożenie
Gatunek południowo-eurosyberyjski i kserotermofilny. Zamieszkuje ciepłe, nawapienne, kwieciste murawy kserotermiczne ze związku  Cirsio-Brachypodion pinnati i zespołów Thalictro-Salvietum pratensis oraz Inuletum ensifoliae. Występuje na Nizinie Węgierskiej, Ukrainie, Krymie, południowej Rosji (m.in. na Nizinie Nadkaspijskiej i Kaukazie Północnym) i zachodnim Kazachstannie do 60°E. Izolowane stanowiska znajdują się w Polsce, Rumunii i rosyjskim Kraju Ałtajskim. W Polsce występuje na trzech stanowiskach położonych w Niecce Soleckiej i na Garbie Pińczowskim – przypuszczalnie stanowi relikt interglacjalny. 
Owad ten objęty jest w Polsce ścisłą ochroną gatunkową, a w Polskiej czerwonej księdze zwierząt ma status narażonego na wyginięcie (VU). Zagraża mu zanikanie i zarastanie muraw, w związku z czym zasiedlane przez niego stanowiska wymagają stosowania zabiegów ochrony czynnej.